# Viničná Lhota
Viničná Lhota je vesnice v okrese Nymburk, je součástí obce Rožďalovice. Nachází se asi 2,6 km na jihovýchod od Rožďalovic. Prochází tudy železniční trať Nymburk–Jičín. Je zde evidováno 30 adres.
Leží v katastrálním území Ledečky.

## Historie
První písemná zmínka o vesnici pochází z roku 1431.

## Galerie

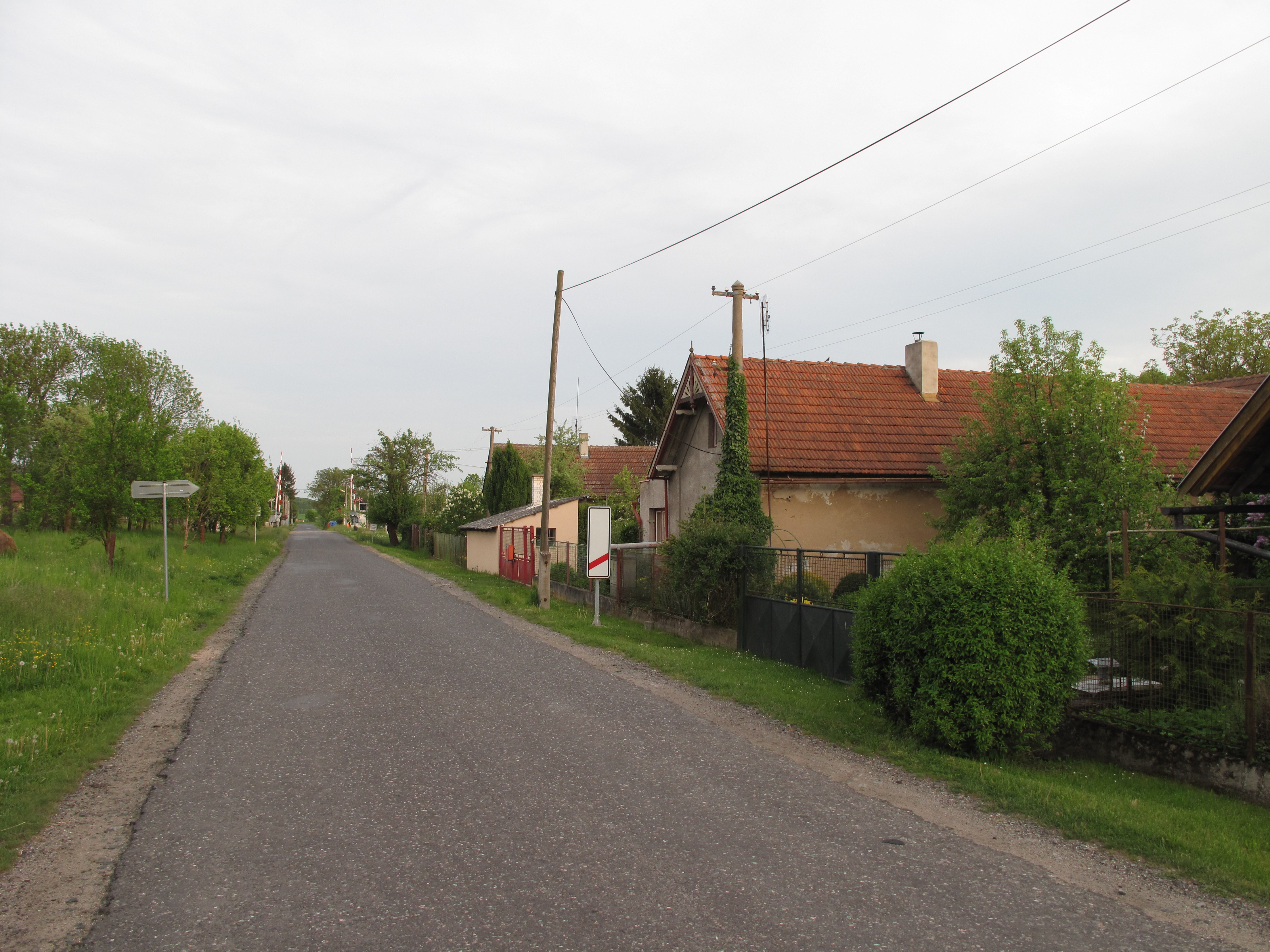
Domy u cesty
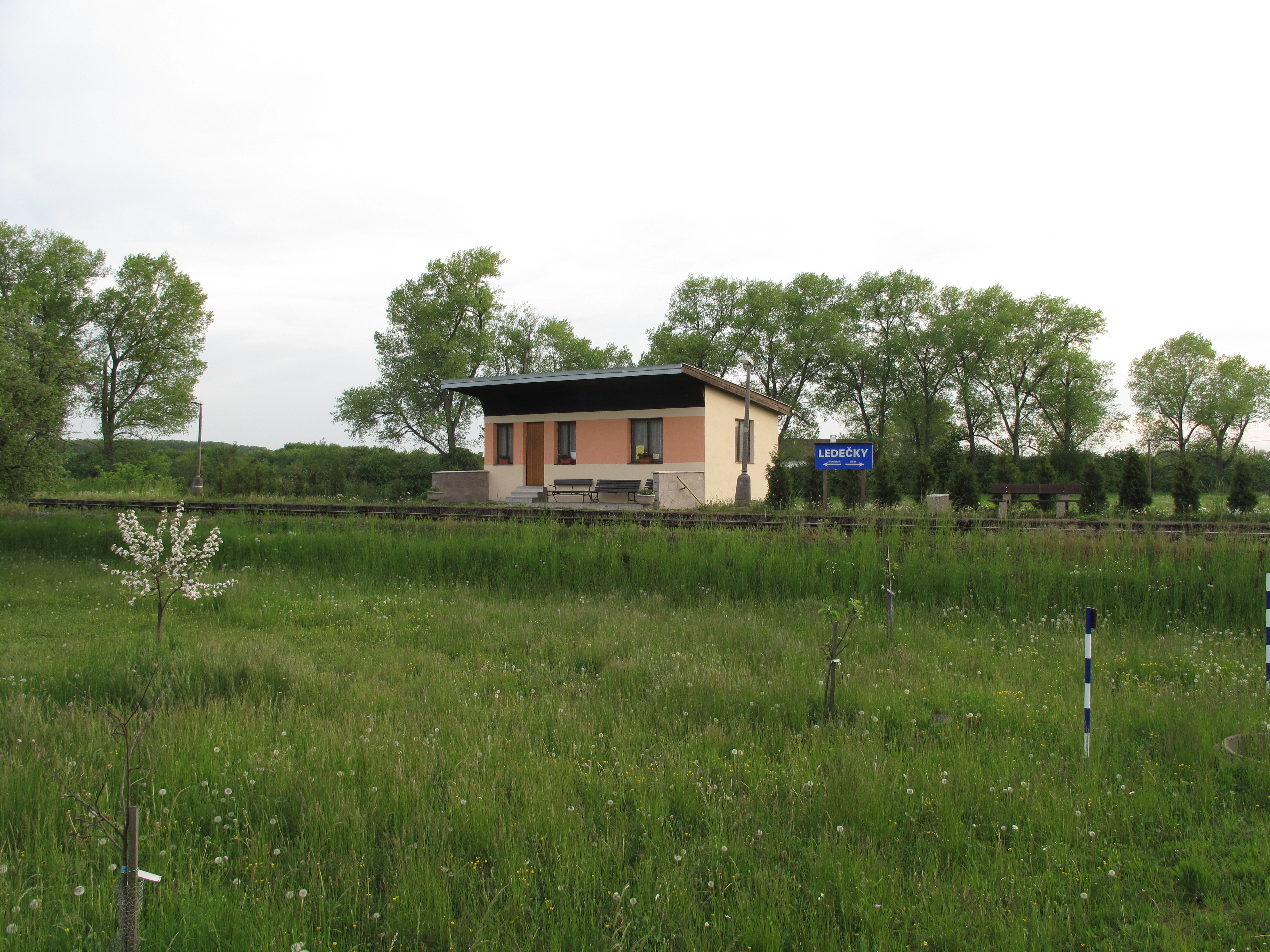
Vlaková zastávka
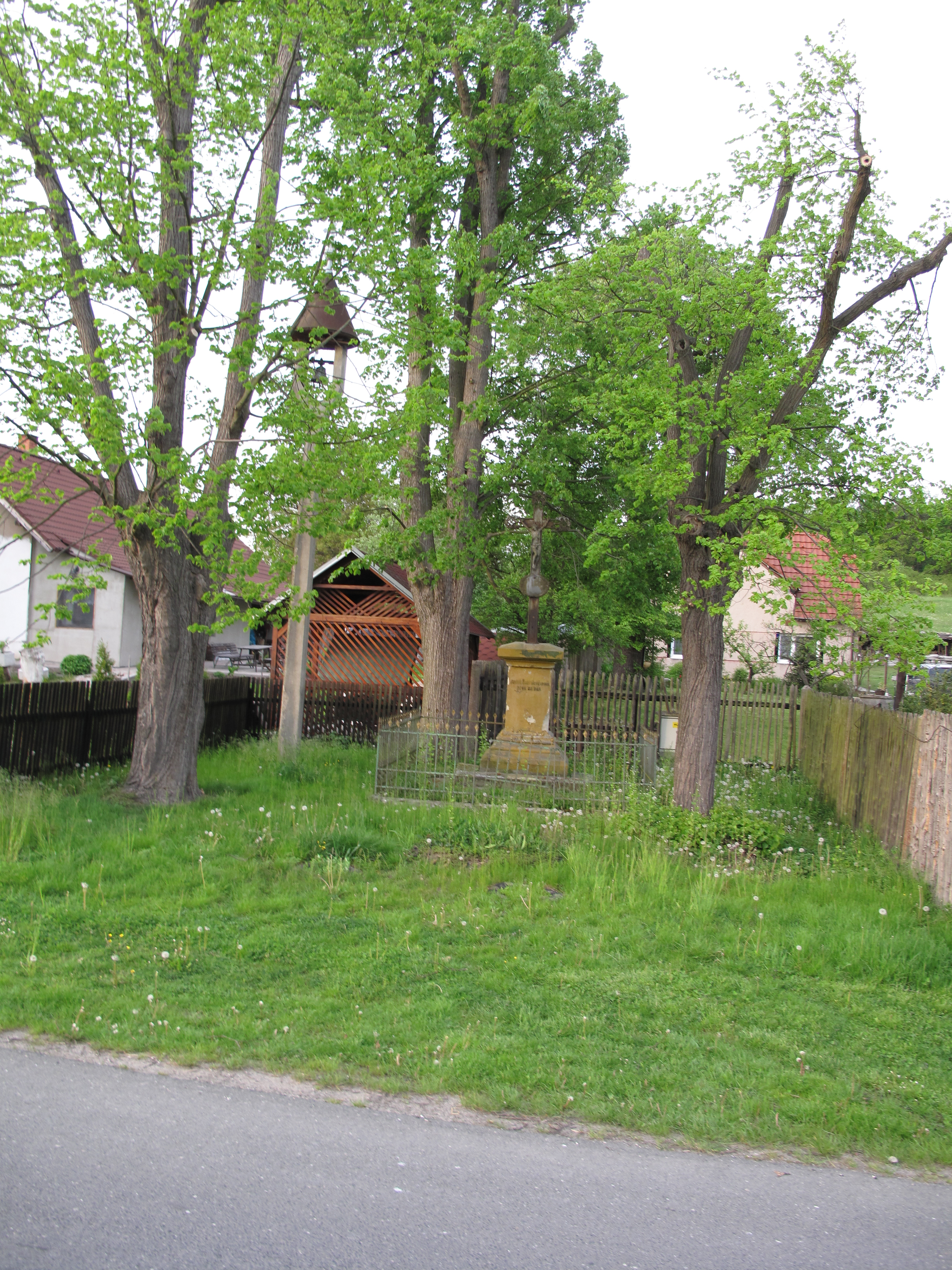
Zvonička a křížek